# دانيال واسون
دانيال واسون (بالإنجليزية: Daniel Wasson)‏ هو لاعب كرة قدم أمريكي في مركز الدفاع، ولد في 15 يونيو 1984 في أدمور في الولايات المتحدة. لعب مع كولورادو رابيدز ونادي أوسنابروك.

## وصلات خارجية
- دانيال واسون على موقع الدوري الأمريكي (الإنجليزية)
- دانيال واسون على موقع قاعدة بيانات كرة القدم.إي يو (الإنجليزية)